# 周大礼
周大禮（1506年—？），字子和，號澱山，南直隸蘇州府崑山縣人，明朝政治人物。

## 生平
嘉靖十年（1531年）辛卯科應天府鄉試第五十二名舉人，嘉靖十一年（1532年）聯捷壬辰科第三甲第二百二十三名進士。觀吏部政，授刑部主事，十五年十月因张延龄案下狱，降鄧州同知，陞汝寧府同知、南京工部郎中、興化府知府、廣東副使，丁憂，復除山東副使，升河南左參政，三十五年正月考察閑住，止。

## 家族
归有光表哥。曾祖周明；祖周璿；父周書，號蓮坡，封知府；母晏氏，封恭人。具慶下，妻王氏，兄大有（監生）；大倫，弟大章；大賔；大奎；大器；大宗；大輅；大謨；大韶。子之奭、之豐、之旦、之雍。